# Verlag Barbara Budrich
Der Verlag Barbara Budrich  wurde 2004 von Barbara Budrich gegründet, nachdem 2003 der Verlag Leske + Budrich, bei dem sie als Lektorin gearbeitet hatte, an Springer verkauft worden war. Der in Leverkusen-Opladen und Berlin angesiedelte Fachverlag veröffentlicht Lehr- und Studienbücher sowie Forschungsliteratur und Fachzeitschriften auf Deutsch und Englisch in den Sozial- und Erziehungswissenschaften sowie in der Sozialen Arbeit und der Sozialpädagogik. Zu den Fachzeitschriften gehört Gender. Zeitschrift für Geschlecht, Kultur und Gesellschaft.
Der Verlag ist Mitglied bei UTB – Uni-Taschenbücher, Stuttgart.
Der Verlag Barbara Budrich hat eine Vielzahl von internationalen Distributions- und Vertriebspartnern, die der Verlagspolitik Rechnung tragen, die Internationalisierung der Bezugswissenschaften zu unterstützen. Partner sitzen außer in Österreich und der Schweiz z. B. in Spanien, England, USA und in Singapur für Südostasien und Indien.
Der Verlag schreibt regelmäßig den Barbara Budrich Posterpreis aus, der im Rahmen der Kongresse der Deutschen Gesellschaft für Erziehungswissenschaft bereits seit 2008 vergeben wird. Seit 2006 schreibt der Verlag alle zwei Jahre – seit 2013 jährlich – den Dissertationswettbewerb promotion aus. Die beste deutschsprachige Dissertation wird ausgezeichnet. Er kooperiert mit dem Verlag Budrich UniPress sowie mit dem Schulungsunternehmen budrich training (bis 2011 unter dem NamenText-Uni), spezialisiert auf die Förderung der Kommunikationskompetenz von (Nachwuchs)Wissenschaftlern.
Seit 2015 führt der Verlag Barbara Budrich als Imprint einen Business-Verlag unter dem Namen budrich Inspirited. Die Publikationen liefern Selbständigen und Unternehmern mit kleineren Betrieben Informationen für die Praxis der Unternehmensführung.